# Yōichi Takahashi
Yōichi Takahashi (高橋 陽一?, Takahashi Yōichi; Tokyo, 28 luglio 1960) è un fumettista giapponese, noto soprattutto per aver scritto e disegnato Capitan Tsubasa (Holly e Benji).

## Biografia
Appassionato di disegno e di sport fin dall'infanzia e con l'ambizione di diventare un fumettista, non appena finito il liceo decise di mostrare alcuni dei suoi disegni a una casa editrice, venendo assunto, nel 1979, come assistente dal mangaka Shinji Hiramatsu. Nel frattempo disegnò alcune brevi storie a fumetti che vennero pubblicate su Shōnen Jump della Shūeisha. Tra queste ricordiamo Yujo no eleven, Bancho Keeper (che vinsero entrambi il premio mensile "nuove proposte" di Shōnen Jump) e soprattutto Captain Tsubasa che vinse il premio mensile opera scelta.
In seguito al successo del breve manga Captain Tsubasa (circa 30 pagine) l'autore ottenne dalla Shūeisha il nullaosta per la realizzazione di una serie intera sulle avventure calcistiche di Tsubasa Ozora (Oliver Hutton) e così nel 1981 venne pubblicato sul settimanale Weekly Shōnen Jump il primo capitolo della serie che lo farà diventare famoso: Capitan Tsubasa (Holly e Benji). All'epoca c'era una teoria consolidata secondo cui i manga di argomento calcistico non avrebbero mai avuto successo, e Takahashi si trovò in difficoltà in quanto, a differenza del baseball, vi erano pochi manga sul calcio da cui poter trarre ispirazione. Takahashi decise di creare delle scene che sarebbero rimaste impresse nel lettore per la loro spettacolarità, nel tentativo, coronato dal successo, di aumentare la popolarità del manga dopo i risultati insoddisfacenti dei primi sondaggi di gradimento dei lettori. Con il proseguire della serializzazione, Takahashi continuò a introdurre tecniche speciali sovrumane e irrealizzabili, come i salti molto in alto ottenuti rimbalzando sui pali o sfruttando le gambe di un compagno di squadra come "catapulta", ma anche supertiri in grado di sfondare i muri di cemento o caratterizzati da un effetto inverosimile. In ogni caso la storia non si basa solo su tali supertecniche ma anche sullo spirito combattivo e sulle motivazioni dei personaggi principali, nonché sulla premessa che si tratta di uomini normali e non di esseri sovrumani. Captain Tsubasa ottenne un grandissimo successo, venendo pubblicata ininterrottamente dal 1981 al 1988. In totale, per quanto riguarda la prima serie del manga, uscirono 356 capitoli raccolti in 37 volumetti (in occasione della ristampa in tankoubon molti capitoli vennero accorpati).
Il 1983 l'eccezionale successo ottenuto dal manga spinse la Toei Animation a commissionare alla Tsuchida Production la produzione dell'anime, che ebbe molto successo sia in Giappone sia all'estero, e diede un forte impulso allo sviluppo del calcio nel Sol Levante. Nella versione giapponese il protagonista Tsubasa Ozora (Oliver Hutton) era doppiato da una donna, Akari Hibino, che successivamente sposò lo stesso Takahashi, conosciuto durante la produzione della serie animata. In Italia l'anime fu trasmesso sulle reti Mediaset con il nome di Holly e Benji.
In contemporanea alla pubblicazione della prima serie di Capitan Tsubasa, Takahashi realizzò anche alcune storielle brevi:
- Basuke (sulla pallacanestro)
- Hero of the North Cliff (sullo sci)
- Shou (sullo sci)
- Lover Pal (sullo sci)

Tutte queste storie brevi poi sono state inserite come riempitivo insieme allo speciale di Captain Tsubasa Boku wa Taro Misaki, nel volume Boku wa Taro Misaki (Io sono Taro Misaki).
In seguito alla conclusione della prima serie di Captain Tsubasa, Takahashi realizzò altri manga sportivi:
- Sho no densetsu (1988-1989, tre volumi), sul tennis
- Ace (1990-1991, nove volumi), sul baseball
- Chibi (1992-1993, sei volumi), sulla boxe

Essi furono serializzati su Weekly Shonen Jump ma non riuscirono a eguagliare il successo di Captain Tsubasa.
Nel 1993 Takahashi decise di realizzare un sequel del suo manga di maggiore successo. Nello stesso anno venne pubblicato su Weekly Shonen Jump uno speciale, Saikyo no teki! Holland Youth, incentrato sulle partite amichevoli tra Giappone e Olanda, che fu successivamente raccolto in volume insieme ad altre storie brevi non correlate a Capitan Tsubasa. L'anno successivo iniziò, sempre su Weekly Shonen Jump il sequel vero e proprio, Captain Tsubasa World Youth Hen, incentrato sul mondiale U-20. La serie si concluse nel 1997 in seguito a divergenze tra autore e la casa editrice che portarono a una brusca accelerata nel finale. In totale uscirono 163 capitoli raccolti in 18 tankoubon (nella ristampa in volume molti capitoli furono accorpati).
In seguito alla conclusione del World Youth, nel 1998 Takahashi realizzò due storielle brevi sul calcio, Keeper Coach e Koshu, poi entrambe raccolte nello stesso volume dal titolo Keeper Coach. Nel 1999 realizzò invece Striker-Jin, altro manga ad argomento calcistico, pubblicato sempre su Shonen Jump, che tuttavia non riscosse il gradimento dei lettori, tanto da concludersi in maniera brusca dopo appena 17 capitoli raccolti in due volumetti.
L'autore, a partire dal 2001, tornò a realizzare ulteriori seguiti di Capitan Tsubasa, tanto che il manga è tuttora in corso. La serializzazione fu spostata su Weekly Young Jump, un settimanale con target più maturo rispetto a Shonen Jump, a partire dalla terza serie, Captain Tsubasa Road to 2002, incentrata sulle partite dei giocatori della generazione d'oro del calcio giapponese nei maggiori campionati europei o in J-League (il campionato professionistico nipponico), pubblicata dal 2001 al 2004 e raccolta in 15 tankoubon. Dal 2005 al 2008 fu pubblicata, sempre sullo stesso settimanale, la quarta serie, Captain Tsubasa Golden-23 (12 volumi), incentrata sulle qualificazioni alle olimpiadi. Dal 2009 al 2012 furono pubblicate sulla stessa testata due miniserie incentrate sui calciatori giapponesi impegnati nei campionati europei, Captain Tsubasa kaigai: gekito hen in calcio (due volumi) e Captain Tsubasa Kaigai: gekito hen en la Liga (sei volumi).
Mentre la serializzazione del Road to 2002 era ancora in corso, Takahashi ricevette dalla Nippon Animation la richiesta di creare una serie calcistica diversa da Capitan Tsubasa: nacque così il manga  Hungry Heart, serializzato sul settimanale Weekly Shonen Champion della Kodansha tra il 2002 e il 2005. Contemporaneamente fu realizzata anche la serie animata, che tuttavia presenta delle differenze con il manga. Finché il mangaka fu impegnato nella realizzazione del Road to 2002, la pubblicazione dei capitoli di Hungry Heart procedette a rilento con l'uscita in media di un volume all'anno ma con la conclusione del Road nel 2004, Takahashi poté lavorare a pieno ritmo su Hungry Heart i cui capitoli cominciarono a venire pubblicati a cadenza settimanale fino alla conclusione del manga nel 2005. In tutto furono pubblicati sei volumi.
Nel dicembre 2013 cominciò la serializzazione di Captain Tsubasa Rising Sun, incentrata sulle olimpiadi e pubblicata, almeno inizialmente, sul quindicinale Grand Jump. A partire dal 2020 la serializzazione fu spostata sul supplemento bimestrale Captain Tsubasa Magazine. A partire dal 2013 Takahashi rallentò il ritmo di realizzazione delle tavole prendendosi anche delle frequenti pause. Durante la realizzazione di Rising Sun, Takahashi, conscio che, per motivi anagrafici, probabilmente non avrebbe potuto realizzare ulteriori serie del manga, decise che l'arco successivo della serie, incentrato sulla Champions League, sarebbe uscito sotto forma di videogioco (capitolo "Next dream" del videogame Captain Tsubasa: Dream Team). Poco prima o durante la serializzazione di Rising Sun l'autore realizzò anche alcune brevi serie calcistiche non correlate a Captain Tsubasa, come Pride (quattro volumi) e Golden kids.
Nel gennaio 2024 l'autore ha annunciato il pensionamento per i crescenti problemi di salute (oltre ai problemi di vista gli è stata diagnosticata una sospetta vertigine parossistica posizionale benigna) che lo hanno costretto a rallentare il ritmo di disegno (in gioventù realizzava in media 80 tavole al mese ma negli ultimi anni tale media si è abbassata a 50 tavole al mese e potrebbe ridursi ulteriormente col progredire dell'età). Inoltre ha dichiarato che la pandemia di COVID ha aggravato la situazione, per via del distanziamento sociale che gli ha impedito di lavorare a stretto contatto con i suoi assistenti rallentando così la realizzazione di nuove tavole, a cui si aggiunge la crescente tendenza a realizzare i manga con strumenti digitali, con la conseguente difficoltà di reperire, soprattutto tra i più giovani, degli assistenti abituati alle tecniche tradizionali. Conscio che per disegnare in maniera dettagliata la parte conclusiva della saga delle olimpiadi avrebbe impiegato una decina di anni e tenendo conto dei problemi di salute, l'autore ha deciso di interromperla con gli ultimi capitoli in uscita nell'aprile 2024, dopo i quali avrebbe smesso di disegnare definitivamente. Dato che è ancora in grado di scrivere soggetti, auspica comunque che la serie possa proseguire, sceneggiata e disegnata da altri mangaka, a partire dal soggetto fornito dallo stesso Takahashi.
Nell'aprile 2024 Takahashi ha annunciato che non si sarebbe ritirato del tutto ma avrebbe comunque proseguito la serie (sotto il nuovo titolo di Captain Tsubasa Rising Sun Finals) sotto forma di storyboard (tavole a fumetti schizzate a matita) pubblicati a cadenza settimanale sul sito web apposito "Captain Tsubasa World". L'autore ha dichiarato che si tratta in un certo senso di un ritorno al passato, in quanto in gioventù, quando frequentava le ultime classi delle scuole elementari, riempiva interi quaderni di storie a fumetti amatoriali realizzate a matita. La fruizione dei capitoli sul sito in questione é gratuita solo fino alla loro pubblicazione in appositi volumi digitali acquistabili online (il primo volume è uscito nel gennaio 2025).
Si possono notare in tutte le sue serie i valori tradizionali della cultura giapponese come l'amicizia, cameratismo, lotta leale, devozione, rispetto.
Takahashi ama anche il karate, lo skateboard, e la pesca; grazie alla sua fama ha potuto intervistare campioni come Franco Baresi, Ruud Gullit e Alessandro Del Piero per la rivista Shōnen Jump.
Dal 2013 è presidente di una società calcistica, la Nankatsu SC di Katsushika, che milita nella prima divisione del Kanto e aspira alla promozione nelle divisioni professionistiche. In precedenza la società era denominata Tokiwa Club, ma, con l'avvento di Takahashi alla presidenza, cambiò denominazione in Nankatsu SC, il nome originale della New Team di Holly e Benji.

## Stile di disegno
Per rendere il dinamismo delle azioni di gioco nel manga, Takahashi spesso imposta la "gabbia" (cioè la disposizione delle vignette) nel modo seguente:
1. parte della tavola è occupata da una rappresentazione dell'azione di gioco dall'alto (vista ad uccello);
2. parte della tavola raffigura la stessa azione a distanza ravvicinata mostrando in primo piano il giocatore in possesso di palla e gli eventuali avversari che tentano di contrastarlo;
3. inoltre le azioni di gioco spesso sono commentate da un telecronista o da eventuali personaggi che assistono dagli spalti, al fine di rendere più comprensibile l'andamento della partita.

Secondo Atsuo Sugimoto, professore alla Kansai University, questo tipo di tecnica è stata utilizzata in Tommy la stella dei Giants e Rocky Joe, manga antecedenti a Captain Tsubasa, e successivamente in Slam Dunk (che tuttavia è posteriore al celebre manga di Takahashi).
La gabbia è irregolare, con un numero variabile di vignette per tavola. In diversi casi, spesso per raffigurare un tiro, una parata o una rete, una sola vignetta occupa addirittura due pagine intere. I flashback sono solitamente evidenziati con lo sfondo nero. L'autore ha usato in alcuni casi tecniche come la soggettiva, ad esempio quando Tsubasa sviene durante i supplementari di Nankatsu-Toho le vignette diventano sfocate e poi sempre più strette e vuote per rappresentare dapprima l'annebbiamento della vista e infine la perdita dei sensi del protagonista. I disegni sono spesso sproporzionati, con gambe eccessivamente lunghe rispetto al resto del corpo, caratteristica che i realizzatori della serie animata storica non vollero mantenere, decidendo invece di alterare il character design dei personaggi al fine di correggerne le proporzioni (anche se i personaggi mastodontici come Nakanishi/Sellers e Jito/Yuma rimasero tali anche nell'anime); gli animatori inoltre resero le azioni di gioco meno cruente dal punto di vista grafico.

## Opere
Serie
- Captain Tsubasa (1981-1988, Weekly Shonen Jump, 37 tankōbon, pubblicato anche in Italia dalla Star Comics) - calcio
- Sho no densetsu (1988-1989, Weekly Shonen Jump, 3 tankōbon) - tennis
- Ace! (1990-1991, Weekly Shonen Jump, 9 tankōbon) - baseball
- Chibi (1992-1993, Weekly Shonen Jump, 6 tankōbon) - boxe
- Captain Tsubasa: World Youth Hen (1994-1997, Weekly Shonen Jump, 18 tankōbon, pubblicato anche in Italia dalla Star Comics) - calcio
- Shukyuden: Field no Okami Striker Jin! (1999, Weekly Shonen Jump, 2 tankōbon, pubblicato anche in Italia dalla Star Comics) - calcio
- Captain Tsubasa: Road to 2002 (2001-2004, Weekly Young Jump, 15 tankōbon) - calcio
- Hungry Heart (2002-2004, Weekly Shonen Champion, 6 tankōbon, pubblicato anche in Italia dalla Star Comics) - calcio
- Captain Tsubasa: Golden-23 (2005-2008, Weekly Young Jump, 12 tankōbon) - calcio
- Captain Tsubasa: Kaigai Gekito Hen in Calcio - Hi Izuru Kuni no Giocatore (2009, Weekly Young Jump, 2 tankōbon) - calcio
- Captain Tsubasa: Kaigai Gekito Hen en La Liga (2010-2012, Weekly Young Jump, 6 tankōbon) - calcio
- Pride (2011-2013, Weekly Manga Goraku, 4 tankōbon, pubblicato anche in Italia da RW Edizioni sotto l'etichetta Goen) - calcio
- Captain Tsubasa: Rising Sun (2014-in corso, Grand Jump) - calcio
- Golden Kids (2014-2015) - calcio

Storie brevi
- Captain Tsubasa (one-shot) (1980, Weekly Shonen Jump) - calcio
- 100m Jumper (1982, Weekly Shonen Jump) - Sci
- Hatsukoi Doshi (1982, Fresh Jump) - Kendo
- Subaru (1983, Weekly Shonen Jump) - Pugilato
- Todoroki Genta Ipponshobu (1983, Fresh Jump) - Judo
- Boku wa Misaki Taro (1984, Fresh Jump) - calcio
- Captain Tsubasa Special Hen: Yume no Brazil Pro-Debut no Maki (1985, Captain Tsubasa Netto Special) - calcio
- Sotsugyo: 100m Jumper 2 (1985, Weekly Shonen Jump) - Sci
- Basuke (1987, Weekly Shonen Jump) - Pallacanestro
- Hokuheki Downhiller!! (1989, Weekly Shonen Jump) - sci
- Chibi (one-shot) (1992, Weekly Shonen Jump) - Pugilato
- Captain Tsubasa: World Youth Tokubetsu Hen - Saikyo no Teki! Holanda Youth (1993, Weekly Shonen Jump) - calcio
- Keeper Coach (1998, Shonen Jump Sports Special '98) - calcio
- Koshu! (1998, Weekly Shonen Jump) - calcio
- Captain Tsubasa 2000: Millennium Dream (2000, Weekly Young Jump) - calcio
- Captain Tsubasa: Road to 2002 - Final Countdown (2002, Weekly Young Jump) - calcio
- Captain Tsubasa: Road to 2002 - Go for 2006 (2004, Weekly Young Jump) - calcio
- Captain Tsubasa: Road to 2002 Tokubetsu Hen - F.C.R.B. Stadium Opening Match (2004, Mankaku) - calcio
- Captain Tsubasa: Golden Dream (2004, Weekly Young Jump) - calcio
- Captain Tsubasa 25th Anniversary (2005, Weekly Young Jump) - calcio
- Captain Tsubasa: Golden-23 - Japan Dream 2006 (2006, Weekly Young Jump) - calcio
- Captain Tsubasa: Endless Dream (2008, Weekly Shonen Jump) - calcio
- Captain Tsubasa: Golden-23 - Wish for Peace in Hiroshima (2008, Monthly Young Jump) - calcio
- Captain Tsubasa Tokubetsu Hen: Live Together 2010 (2010, Monthly Young Jump) - calcio
- Captain Tsubasa Memories (2018, Grand Jump Premium) - calcio